# Khalil Chahine
 (février 2019).
Si vous disposez d'ouvrages ou d'articles de référence ou si vous connaissez des sites web de qualité traitant du thème abordé ici, merci de compléter l'article en donnant les références utiles à sa vérifiabilité et en les liant à la section « Notes et références ».
Pour les articles homonymes, voir Chahine.
Khalil Chahine est un guitariste et compositeur de jazz français d'origine égyptienne, né le 8 juin 1956.

## Biographie
Né en France d'un père Égyptien et d'une mère Franco-Américaine, Khalil Chahine commence sa carrière de guitariste en accompagnant de nombreux artistes aux horizons bien différents : Michel Legrand, Martial Solal, Jacques Dutronc, Diane Dufresne, Henri Salvador, etc.
Il a notamment participé au groupe formé par Jacques Dutronc pour l'accompagner au Casino de Paris en novembre 1992. Un CD a été enregistré et réalisé à cette occasion par Dominique Blanc-Francard, Jacques Dutronc au Casino, sur lequel on peut également entendre Jannick Top, André Ceccarelli ou Bernard Arcadio. Une captation a été réalisée par Jean-Marie Périer. 
Il poursuit ensuite son parcours principalement en tant que compositeur et arrangeur.
Il écrit des musiques pour la télévision (jingles pour le journal télévisé ou la météo de France 2 au milieu des années 90) et le cinéma (Vénus Beauté (Institut), 1999 ; Monsieur Batignole, 2000).
En 2012, le Musée du Louvre propose à Khalil Chahine d’écrire une partition originale sur le premier film d’animation Les Aventures du prince Ahmed, réalisé en 1926 par Lotte Reiniger. La musique conçue pour électronique et ensemble instrumental a été interprétée pendant la projection notamment sur la scène de l’Auditorium du Louvre en 2012, au Théâtre Liberté de Toulon dans le cadre du festival des Musiques pour l’écran en 2014 ainsi qu’au festival Jazz & Garonne à Marmande en 2015.
En 2018 paraît son 8e album, Kafé Groppi, en hommage au café Groppi au Caire.

## Style
Les compositions de Khalil Chahine mélangent diverses inspirations : jazz, fusion, musique orientale, classique… L'influence des musiques de film, domaine dans lequel il a travaillé, est également présente.

## Discographie

### En tant que leader
- 1989 : Mektoub (Turkhoise)
- 1992 : Turkoise (Turkhoise)
- 1994 : Hekma (Turkhoise)
- 1995 : Opake (Turkhoise)
- 1999 : Bakhtus (Turkhoise)
- 2009 : Noun (Turkhoise)
- 2013 : Kairos (Turkhoise)
- 2018 : Kafé Groppi (Turkhoise)
- 2022 : Ekzhibition 104 (Turkhoise)
- 2024 : Le Dé (Turkhoise)
- 2025 : Espoir (Turkhoise)

### En tant que sideman
Avec Jacques Dutronc
- 1992 : Jacques Dutronc au Casino (guitare)

Avec Blur
- 1994 : To the End (arrangement de cordes)
- 1995 : The Great Escape (arrangement de cordes)

Avec Jean-Loup Longnon
- 1996 : Cyclades (guitare)

Avec Jonatan Cerrada
- 2003 : Siempre 23 (arrangements de chœur)

Avec Françoise Hardy
- 2006 : (Parenthèses...) (arrangements, guitare, bandonéon)
- 2010 : La Pluie sans parapluie (guitare, piano, orchestration)

Avec Amar Sundy
- 2009 : Sadaka (guitare, synthétiseur)

Il a également participé en tant que guitariste à l'enregistrement de la bande-sonore de La Science des Rêves (2006) de Michel Gondry, composée par Jean-Michel Bernard.

## Musiques de films
Il a également composé et dirigé plusieurs musiques de films, dont :
- 1990 : Le Bal du gouverneur de Marie-France Pisier
- 1991 : Ragazzi de Mama Keïta
- 1993 : Émilie Muller de Yvon Marciano
- 1996 : Fallait pas !... de Gérard Jugnot
- 1999 : Vénus Beauté (Institut) de Tonie Marshall
- 2000 : Meilleur Espoir féminin de Gérard Jugnot
- 2000 : Daresalam, fiction d'Issa Serge Coelo (90 min), 35 mm, couleur
- 2002 : Monsieur Batignole de Gérard Jugnot
- 2004 : Mariage mixte d'Alexandre Arcady
- 2008 : Ndjamena City, long-métrage d'Issa Serge Coelo
- 2017 : C'est beau la vie quand on y pense, de Gérard Jugnot

Par ailleurs, il a composé la musique des émissions de télévision Le Kadox, Les Z'amours (de février 1995 à septembre 2002) et Vidéo Gag (de septembre 1994 à juin 2008).